# 增田涉
增田涉（1903年10月12日—1977年3月10日），日本中國文學研究者，魯迅學生，《中國小說史略》日本語譯者。
東京帝國大學畢業，在芥川龍之介、佐藤春夫的影響下對中國文學傾倒。
經老师佐藤春夫和內山完造介紹拜魯迅門下學習。
1931年到上海，跟魯迅學習中國小說史，在其指導和幫助下將《中國小說史略》譯成日本語，同時寫了日文《魯迅傳》初稿，經魯迅親自改閱。
1931年12月2日，魯迅創作〈送增田涉君歸國〉詩：「扶桑正是秋光好，楓葉如丹照嫩寒。卻折垂楊送歸客，心隨東棹憶華年。」 送給要回日本的他。　　
1935年與佐藤先生合譯《魯迅選集》，岩波書店出版。
他和魯迅先生討論學問的書信已編成《鲁迅增田涉师弟答问集》（師弟的意思是師父和徒弟）在日本和中國出版。
魯迅身后，他參加了日本改造社版《大魯迅全集》的翻譯工作。
歷任島根大学、大阪市立大學、關西大學教授。
藏書交給關西大學。
在竹内好的葬儀致弔辭時倒下，數日後逝去。
張良澤是他在關西大學指導的碩士研究生。

## 著書
- 《魯迅的印象》 ，講談社，1948年
- 《中国文学史研究 「文学革命」與前夜的人們》，岩波書店，1967年
- 《西学東漸與中国事情 「雜書」札記》，岩波書店，1979年
- 《雜書雜談》，汲古書院，1983年

## 翻譯
- 魯迅，《魯迅選集》 ，與佐藤春夫共編譯，岩波文庫，岩波書店，1935年
- 魯迅，《支那小說史》，サイレン社，1935年
- 魯迅，《大魯迅全集》 ，與井上紅梅、鹿地亘、佐藤春夫、胡風、許廣平等共編譯，改造社，1937年
- 魯迅，《魯迅作品集》（第1卷），東西出版社，1946年
- 蒲松齡，《聊齋志異》（選譯），新流社，1948年
- 魯迅，《魯迅語錄》，創元社，1955年
- 司馬遷，《史記物語》，講談社，1956年
- 《新·十八史略物語》 （全12卷，別卷2），與奧野信太郎、佐藤春夫共編譯，河出書房, 1956年－1957年
- 魯迅，《魯迅選集》（全12卷）與松枝茂夫、竹内好共編譯，岩波書店，1956年